# Árabe shihhi
O árabe shihhi (também conhecido como árabe shehhi, árabe shihu, ou árabe shihuh) é uma variante dialetal do árabe peninsular falada principalmente pela população qua habita Moçandão, uma província do Omã, e Ras al-Khaimah, um emirado dos Emirados Árabes Unidos. Estima-se que entre 2001 e 2013 havia 15 mil falantes do árabe shihhi, falado especialmente pelas tribos Al Shehhi, Al Hebsi e Al Shemaili.